# Коварное
Коварное — деревня в Торопецком районе Тверской области России. Входит в состав Плоскошского сельского поселения.

## География
Деревня расположена в северо-западной части района. Находится на правом берегу реки Ока. Ближайший населённый пункт — деревня Борок.
Расстояния по автодорогам:
- До Торопца — 56 км.
- До Плоскоши — 24 км.
- До Пестряково — 7 км.

Климат
Деревня, как и весь район, относится к умеренному поясу северного полушария и находится в области переходного климата от океанического к материковому. Лето с температурным режимом +15…+20 °С (днём +20…+25 °С), зима умеренно-морозная −10…−15 °С; при вторжении арктических воздушных масс до −30…-40 °С.
Среднегодовая скорость ветра 3,5—4,2 метра в секунду.

## История
На топографической карте Фёдора Шуберта 1867—1906 годов обозначена деревня Коварная. Имела 7 дворов.
На карте РККА 1923—1941 годов обозначена деревня Коварная. Имела 17 дворов.
До 2005 года деревня входила в состав упразднённого в настоящее время Пестряковского сельского округа, с 2005 — в составе Плоскошского сельского поселения.

## Население
| 2010 |
| ---- |
| 1    |

В 2008 году в деревне проживало 2 человека.
В 2002 году население составляло 2 человека.
Национальный состав
Согласно результатам переписи 2002 года, в национальной структуре населения русские составляли 100 % от жителей.